# Vlasta Seifertová
Vlasta Seifertová, rozená Přikrylová, později Skružná (* 1. července 1943, Praha), je bývalá československá atletka, běžkyně, překážkářka, dálkařka (první československá atletka, která překonala hranici 6 metrů) a pětibojařka. Do roku 1966 včetně závodila pod dívčím jménem Přikrylová, od roku 1967 pod příjmením Seifertová. Závodila původně za Spartak Mladá Boleslav, poté byla jejím oddílem řadu let Rudá hvězda Praha.

## Atletická kariéra
Na domácí atletické scéně se objevila v roce 1959, když ve svých 16 letech skočila v září v Bratislavě do dálky 5,50 m – což představovalo 8. místo v československých tabulkách sezóny 1959.
Hned následující rok, v roce 1960, reprezentovala jako sedmnáctiletá ve skoku dalekém na letních olympijských hrách v Římě, do finále však z kvalifikace nepostoupila.
Svou skutečně hvězdnou hodinu zažila v roce 1963 na památném atletickém mistrovství republiky v Hradci Králové, proslaveném skvělou organizací, čtyřmi národními rekordy a především nástupem tzv. "nové vlny" československých atletů, která se poté výrazně prosazovala v letech 1964–1972. Vlasta Přikrylová na tomto šampionátu překonala 14. července československý rekord ve skoku do dálky - skokem dlouhým 6,47 m, což byl v té době výkon světové extratřídy - dvacetiletá atletka se jím zařadila na druhé místo dlouhodobých světových tabulek, hned za sovětskou atletku Taťánu Ščelkanovovou, která v době konání hradeckého mistrovství držela světový rekord výkonem 6,53 m. Svou atletickou všestrannost prokázala i pětibojařským výkonem 4356 bodů (55. místo světových tabulek roku 1963) a také československým štafetovým rekordem na 4 × 100 m (spolu s Faltusovou, Stolzovou a Lehockou) – 46,6 sekundy v Praze, 21.7.1963. Na závěr sezóny, v září, stihla vybojovat ještě stříbrnou medaili na světové univerziádě 1963 v brazilském Porto Alegre (byť výkonem 5,71 m zůstala daleko za vítězkou univerziády, suverénkou předolympijské sezóny Taťánou Ščelkanovovou, která v Porto Alegre přistála až ve vzdálenosti 6,48 m).
Přestože výkon z hradeckého mistrovství by na předchozích olympijských hrách v Římě stačil na zlatou medaili a na následujících olympijských hrách v Tokiu v roce 1964 by zajistil medaili bronzovou, Vlastě Přikrylové se v dalších letech už tolik nedařilo: bojovala se zraněními a také rozptyl talentu do velkého množství různých disciplín jí zřejmě v konečném efektu neprospěl. V roce 1964 skočila jen 6,21 m (24. místo ve světových tabulkách olympijského roku 1964) a na olympiádu do Tokia nejela. Římské hry v roce 1960, absolvované v 17 letech, tak byly první a zároveň poslední olympiádou talentované pražské atletky. A přestože závodila na velmi dobré republikové úrovni až do začátku sedmdesátých let a byla opakovaně mistryní Československa v nejrůznějších atletických disciplínách – se už žádné větší mezinárodní akce pod otevřeným nebem nezúčastnila: s výjimkou mistrovství Evropy 1966 v Budapešti, kde v běhu na 80 metrů překážek vypadla v semifinále časem 11,6 sekundy, který byl hluboko za jejími možnostmi. V Budapešti běžela i na druhém úseku československé štafety na 4 × 100 m, která v rozběhu skončila výkonem 46,0 sekundy poslední a nepostoupila.

## Halové úspěchy
Naproti tomu dosáhla Vlasta Přikrylová-Seifertová pěkných úspěchů v halové atletice: na druhém ročníku evropských halových her v Praze v roce 1967 vybojovala dvě stříbrné medaile (běh na 50 m překážek, štafeta 4 x 150 m). O rok později získala na třetích evropských halových hrách v Madridu stříbrnou medaili v kombinované štatetě na 1820 metrů. Československá štafeta ve složení Eva Putnová (1 x 182 m), Vlasta Seifertová (2 x 182 m), Libuše Macounová (3 x 182 m) a Emília Ovádková (4x 182 m) prohrála v souboji se sovětským kvartetem o více než deset sekund.  Vytvořila několik československých halových rekordů v běhu na 50 metrů překážek a její čas 6,9 sekundy, zaběhnutý na této trati v roce 1968 v Jablonci, byl dokonce vyrovnáním tehdejšího neoficiálního světového rekordu.

## Osobní život
Vasta Přikrylová vystudovala biologii, po skončení aktivní atletické dráhy pracovala na metodickém oddělení Československého svazu tělesné výchovy a sportu se zaměřením na oblast talentované mládeže. Působila rovněž jako dobrovolná trenérka ve sportovní třídě základní školy v Praze 3.

## Vlasta Přikrylová v atletických tabulkách své doby

### světové tabulky ve skoku do dálky žen v roce 1963
6,60 Taťana Ščelkanovová (SSSR), 1937, 1, Kokchi 19.10.1963
6,47 Vlasta Přikrylová (Československo), 1943, 1, Hradec Králové 14.7.1963
6,44 Mary Randová (Velká Británie), 1940, 1, Londýn 5.8.1963
6.42 Willye Whiteová (USA), 1939, 1, Varšava 27.7.1963
6,34 Cor Bakkerová (Nizozemsko), 1945, 1, Haag 21.7.1963
6,32 Helga Hoffmannová (SRN), 1937, 1, Augsburg 9.8.1963
6,31 Barbel Geisslerová (NDR), 1942, 1, Lipsko 5.8.1963
6,26 Claude Bouixová (Francie), 1946, 2, Haag 21.7.1963
6,26 Taťana Kozarová (SSSR), 1939, kvalifikace, Moskva 11.8.1963
6,23 Berit Toienová (Norsko) 1944, 3, Tokio 14.10.1963

### dlouhodobé světové tabulky ve skoku do dálky žen k 31.12.1963
6,62 Taťana Ščelkanovová (SSSR), 1937, 1, Brusel 16.10.1962
6,47 Vlasta Přikrylová (Československo), 1943, 1, Hradec Králové 14.7.1963
6,44 Willye Whiteová (USA), 1939, 1, Londýn 21.7.1961
6,44 Mary Randová (Velká Británie), 1940, 1, Londýn 5.8.1963
6,42 Hildrun Clausová (NDR), 1939, 1, Berlín 23.6.1961
6,38 Maria Bibrová (Polsko), 1, Lodž 13.8.1961
6,37 Věra Krepkinová (SSSR), 1933, 1, Řím 31.8.1960
6,36 Valentina Šaprunovová (SSSR), 1937, 2, Tbilisi 3.10.1961
6.35 Elžbieta Krzesiňská (Polsko), 1934, 1, Budapešť 20.8.1956
6,35 Helga Hoffmannová (SRN), 1937, 1, Hamburk 27.7.1962

## Vlasta Přikrylová-Seifertová v anketě o nejlepšího atleta Československa
Vlasta Přikrylová se v anketě, kterou každoročně pořádal (tehdy jako anketu svých čtenářů) měsíčník Lehká Atletika, umístila dvakrát v první desítce - bylo to hned v prvních svou ročnících ankety, vyhlašované od roku 1962:
1962 --- 10. místo
1963 --- 4. místo
Anketa byla v dobách její aktivní dráhy společná pro muže a pro ženy – a Vlasta Přikrylová se stala v roce 1963 její nejúspěšnější ženskou účastnicí. V roce 1962 byla mezi ženami druhá, za diskařkou Jiřinou Němcovou.

## Československé rekordy Vlasty Přikrylové-Seifertové

### 200 m
24,6 Plavno 8.7.1962
24,3 Praha 21.7.1963

### skok do dálky
6,02 Plavno 8.7.1962
6,06 Gottwaldov 2.9.1962
6,10 Praha 5.9.1962
6,47 Hradec Králové 14.7.1963

### pětiboj
4501 České Budějovice 2.8.1964
4551 České Budějovice 29.8.1964

### štafeta 4 × 100 m
46,6 Československo (Faltusová, Stolzová, PŘIKRYLOVÁ, Lehocká) Praha 21.7.1963
46,1 Československo (Stolzová, PŘIKRYLOVÁ, Lehocká, Kucmanová) Moskva 4.7.1964
46,1 Československo (Hiltscherová, PŘIKRYLOVÁ, Kucmanová, Lehocká) Varšava 19.6.1966
46,0 Československo (Hiltscherová, PŘIKRYLOVÁ, Kucmanová, Lehocká) Praha 8.7.1966
46,0 Československo (Hiltscherová, PŘIKRYLOVÁ, Kucmanová, Lehocká) Praha 9.7.1966
46,0 Československo (Hiltscherová, PŘIKRYLOVÁ, Kucmanová, Lehocká) Zábřeh 24.7.1966
45,6 Československo (Hiltscherová, PŘIKRYLOVÁ, Kucmanová, Lehocká) Sofie 14.8.1966
45,5 Československo (Hiltscherová, PŘIKRYLOVÁ, Šmerdová, Lehocká) Drážďany 25.9.1966
45,4 Československo (Putnová, Šmerdová, Lehocká-Glesková, SEIFERTOVÁ) Košice 30.9.1967

### 50 metrů překážek v hale
(Dosaženo na tzv. nízkých překážkách, 76,2 cm, které jsou v dnešní době v ženských překážkovch bězích bězích na 50 metrů, 60 metrů a 100 metrů již nahrazeny překážkami vysokými 84 centimetrů. V běhu na 50 metrů překážek se rozestavovaly 4 překážky, teprve od roku 1969 pět překážek.)
7,2 Praha 3.3.1965 (rozběh)
7,2 Praha 3.3.1965 (finále)
7,2 Praha 16.2.1967
7,1 Praha 11.3.1967
7,0 Praha 12.3.1967
6,9 Jablonec 22.2.1968
7,23 (neoficiální elektronické měření) Madrid 9.3.1968

## Československé mistrovské tituly Vlasty Přikrylové-Seifertové

### 100 m
1962 (12,0)
1965 (12,0)

### 200 m
1967 (24,3)
1971 (24,1)

### 400 m
1972 (55,0)

### 80 m překážek
1967 (11,1)

### 200 m překážek
1971 (27,1 s větrem nad 2 m za sekundu)

### skok do dálky
1960 (5,87)
1962 (5,89)
1963 (6,47)
1964 (5,97)

### pětiboj
1964 (4502)

### 4 × 100 m
mistrovské tituly se štafetou RH Praha v letech 1960, 1962, 1963 a 1966

### 4 × 400 m
mistrovské tituly se štafetou RH Praha v letech 1971 a 1972

## Vlasta Přikrylové-Seifertová jako leader československých tabulek

### 100 m
1970 (11,5)
1971 (11,6)

### 400 m
1972 (54,5)

### 80 m překážek
1964 (10,8)
1967 (10,8)

### skok do dálky
1960 (5,92)
1962 (6,10)
1963 (6,47)
1964 (6,21)

### pětiboj
1964 (4551)
1966 (4467)